# Sichelklee
Der Sichelklee (Medicago sativa L. subsp. falcata (L.) Arcang.), auch Sichel-Schneckenklee, Sichelluzerne oder Gelbe Luzerne genannt, ist eine Unterart der Pflanzenart Luzerne (Medicago sativa L.) aus der Gattung der Schneckenklee (Medicago). Sie ist in Eurasien verbreitet.

## Beschreibung

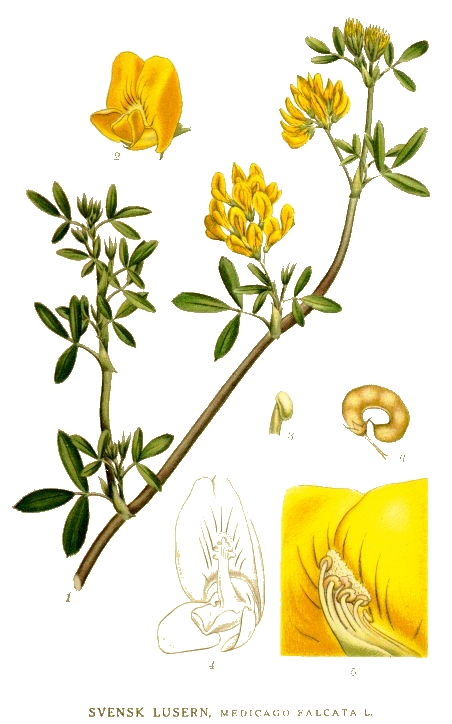
Illustration

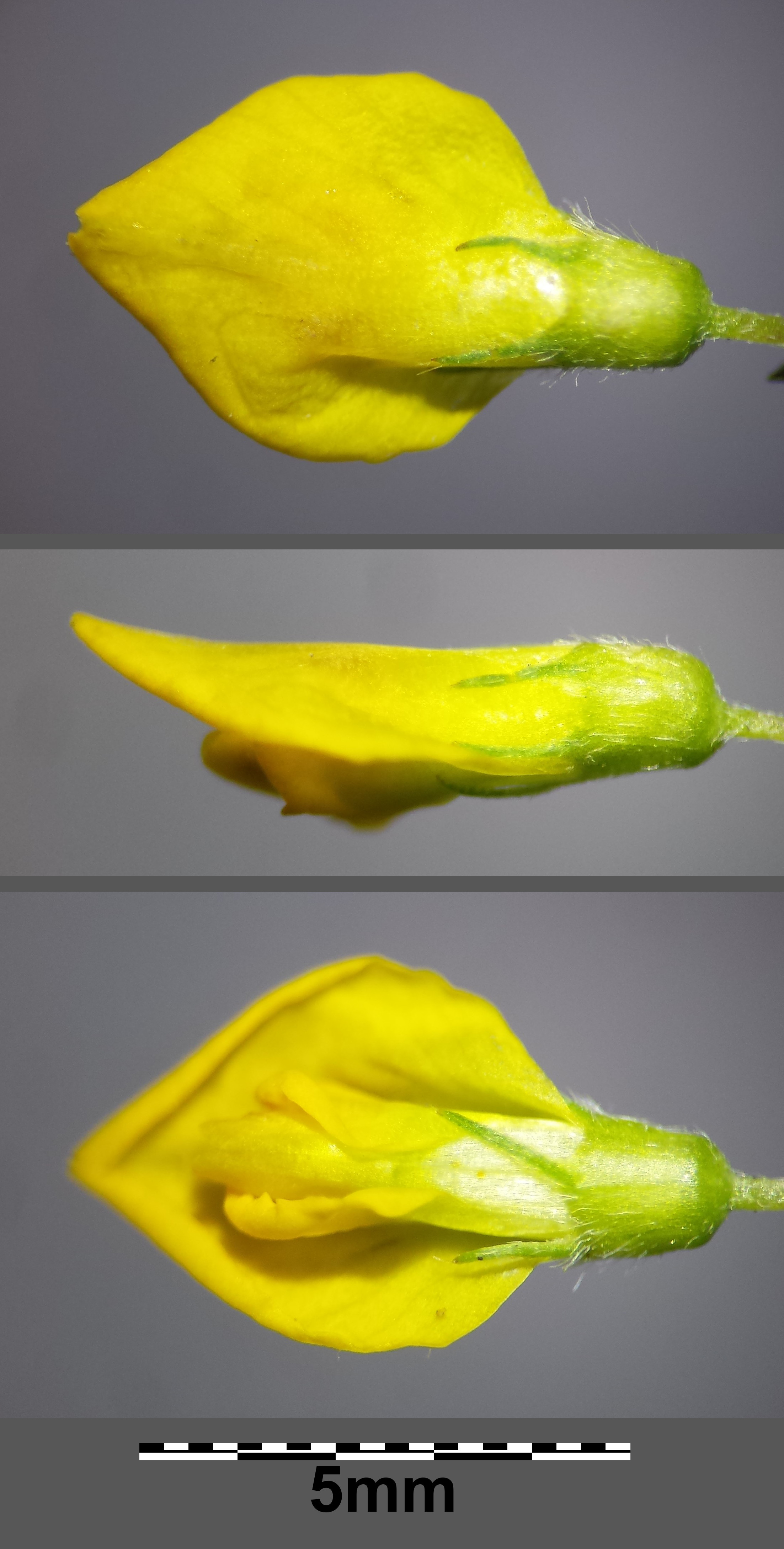
Blüte

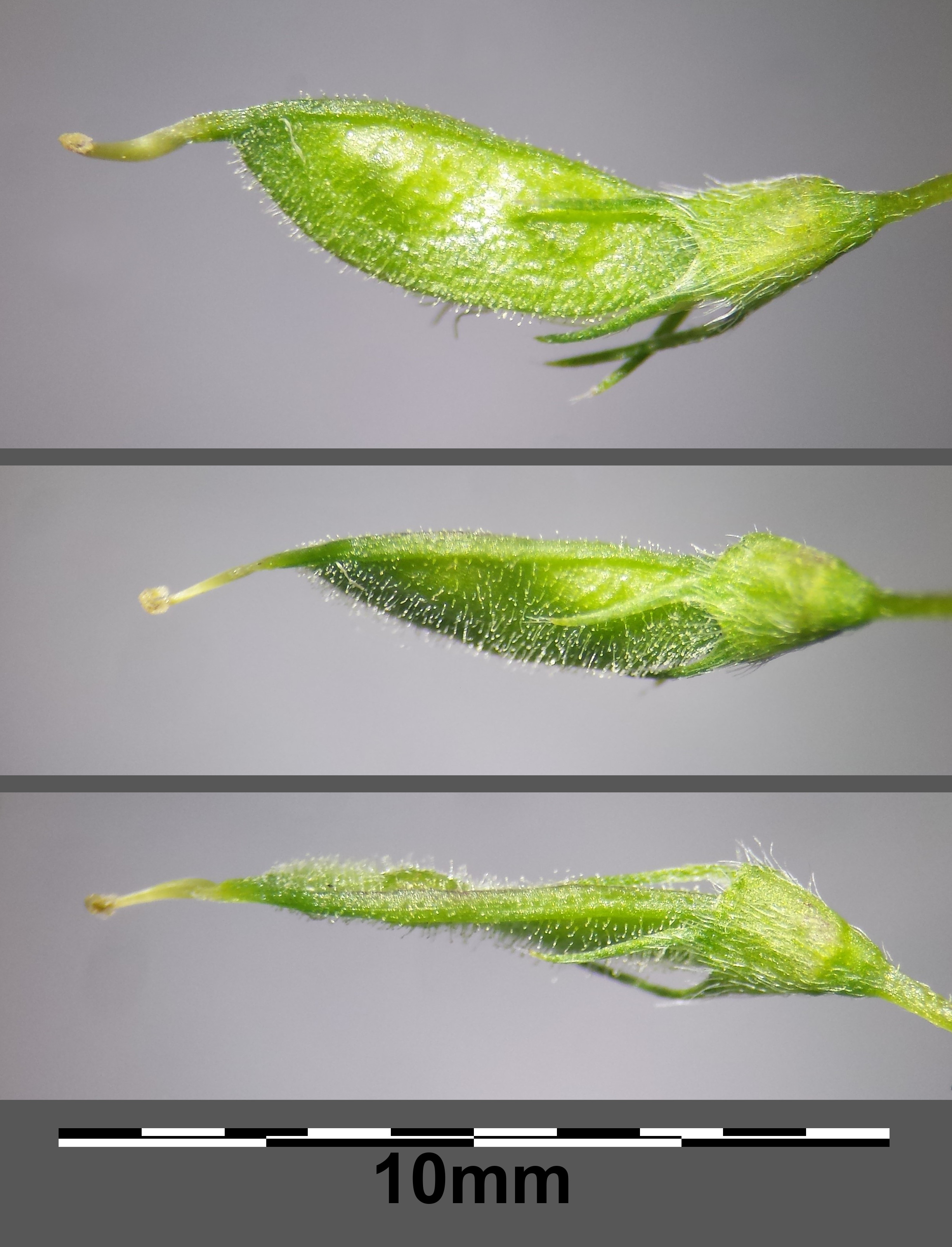
Leicht gebogene, behaarte Hülsenfrucht

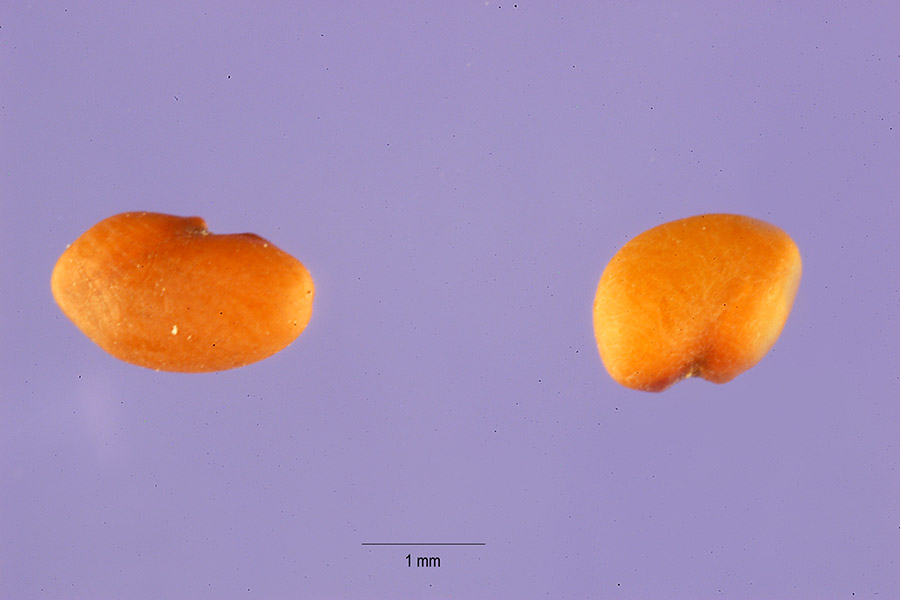
Samen

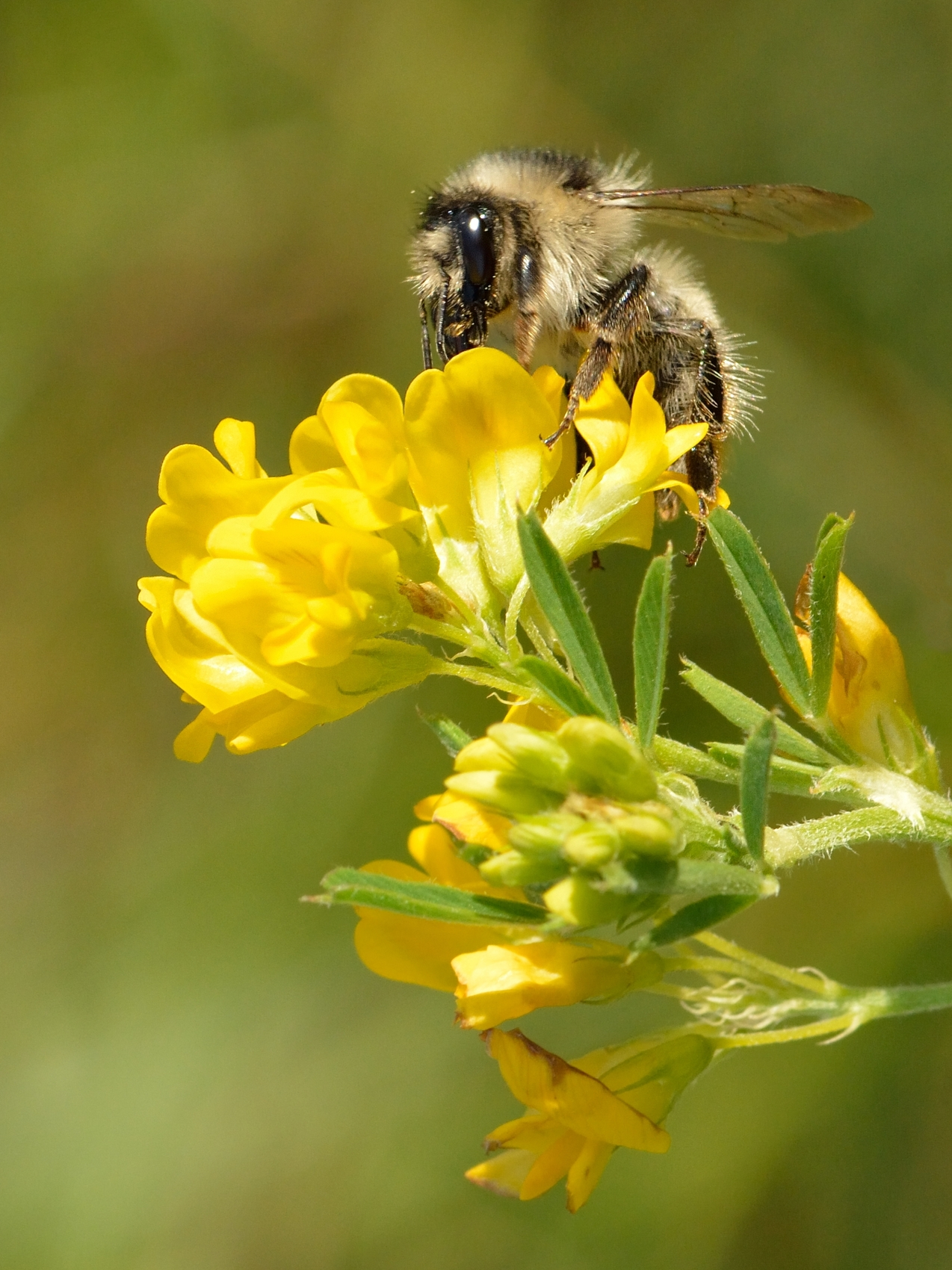
Bestäubung durch Waldhummel

### Erscheinungsbild und Blatt
Der Sichelklee ist eine ausdauernde krautige Pflanze, die Wuchshöhen zwischen meist 20 bis 60 (bis 120) Zentimetern erreicht. Der verzweigte Stängel ist selten vollkommen aufrecht, meist aufsteigend bis niederliegend. Die gestielten Laubblätter sind dreiteilig gefiedert. Die schmal elliptischen, am Grunde keilförmigen Teilblättchen sind zwischen 5 und 20 Millimeter lang und 2 bis 10 Millimeter breit, an der Spitze gesägt mit Stachelspitze.

### Blütenstand, Blüte und Frucht
Die Blütezeit reicht von Mai/Juni bis Oktober. In dichten traubigen Blütenständen stehen 3 bis 20 Blüten zusammen. Die relativ kleinen, zwittrigen, zygomorphen Blüten sind 7 bis 11 Millimeter lang. Die Kronblätter sind von leuchtend gelber Farbe. Die Samen reifen in etwa 7 bis 15 Millimeter langen und 1,5 bis 9 Millimeter breiten, geraden oder typischerweise sichelförmigen Hülsenfrüchten heran.

### Chromosomenzahl
Die Chromosomenzahl beträgt 2n = 16 oder 32.

## Vorkommen
Das Verbreitungsgebiet von Medicago sativa subsp. falcata reicht von Südeuropa, im Norden bis England, Dänemark und an das Baltikum, im Osten reicht es bis West- und Zentralasien. Er fehlt im mitteleuropäischen Tiefland sowie in den Mittelgebirgen und in den Alpenketten mit kalkarmem oder mit kalkfreiem Gestein vollständig; sonst kommt er in Mitteleuropa zerstreut vor. In den Alpen kommt er nur vereinzelt in Höhenlagen oberhalb etwa 1200 Metern vor und erreicht im Unterengadin 1820 Meter Meereshöhe.
Er besiedelt in Mitteleuropa Halbtrockenrasen, lichte Gebüsche, Gebüschsäume, Wegböschungen und die Ränder trockener Wälder. Der Sichelklee wächst an sonnigen Standorten. Der Sichelklee wächst oft zusammen mit Gewöhnlichem Hufeisenklee (Hippocrepis comosa) oder Saat-Esparsette (Onobrychis viciifolia). Er ist eine Charakterart des Verbands Geranion sanguinei, kommt aber auch in Gesellschaften der Klasse Festuco-Brometea oder der Ordnung Agropyretalia vor.
Der Sichelklee gedeiht am besten auf trockenen, basenreichen, tiefgründigen, kalkreichen, aber eher mageren Lehm- oder Lößböden, er geht aber auch auf sandigen oder grusigen Untergrund. Die ökologischen Zeigerwerte nach Landolt et al. 2010 sind in der Schweiz: Feuchtezahl F = 1+ (trocken), Lichtzahl L = 4 (hell), Reaktionszahl R = 4 (neutral bis basisch), Temperaturzahl T = 4 (kollin), Nährstoffzahl N = 2 (nährstoffarm), Kontinentalitätszahl K = 4 (subkontinental).

## Ökologie
Der Sichelklee ist ein Rohbodenpionier und ein Tiefwurzler.
Er ist Nektarpflanze für den Weißdolch-Bläuling, Dickkopffalter und Gemeinen Bläuling.

## Systematik
Die Unterart Medicago sativa subsp. falcata (L.) Arcang. gehört zur Art Medicago sativa L. in der Sektion: Medicago innerhalb der Gattung Medicago. Der Sichelklee wird in Floren auch oft als Art (Medicago falcata) behandelt. Die Stellung innerhalb des Medicago-sativa-Artkomplexes wird noch diskutiert (Tee Havananda 2010). Zukünftige Untersuchungen sollen zeigen, ob der Rang einer Art oder Unterart besser geeignet ist.
Es gibt mindestens zwei Varietäten:
- Medicago sativa subsp. falcata (L.) Arcang. var. falcata (Syn.: Medicago borealis Grossh., Medicago difalcata Sinskaya, Medicago falcata L. (Basionym), Medicago falcata var. romanica (Prodán) O.Schwarz & Klink., Medicago quasifalcata Sinskaya, Medicago romanica Prodán, Medicago tenderiensis Opperman ex Klokov)
- Medicago sativa subsp. falcata var. viscosa (Rchb.) Posp. (Syn.: Medicago falcata subsp. glandulosa (W.D.J.Koch) Greuter & Burdet, Medicago falcata var. glandulosa W.D.J.Koch, Medicago glandulosa Davidov, Medicago procumbens var. viscosa Rchb. (Basionym), Medicago sativa f. viscosa (Rchb.) Urb., Medicago sativa subsp. viscosa (Rchb.) C.R.Gunn)